# Куяльницкий лиман
Куя́льницкий лиман (укр. Куяльницький лиман; до 1917 года Андреевский лиман) — лиман в 3 км к северо-западу от побережья Одесского залива Чёрного моря, в 8 км от центра Одессы. Площадь лимана — 56—60 км², длина — 28 км, наибольшая ширина — 3 км. Средняя глубина — около 1 м. Отделён от моря песчаной пересыпью шириной до 3 км. Солёность воды в настоящее время — более 300 промилле. В лиман впадает река Большой Куяльник. В районе Куяльницкого лимана расположена самая низкая точка Украины: минус 5 метров от уровня моря.
Название, по мнению ряда исследователей, связано с высокой концентрацией соли в воде лимана и происходит от тюркского слова «куянлык» (густой).

## Формирование лимана
Когда-то на месте Куяльницкого лимана располагалось устье реки Большой Куяльник. Со временем устье превратилось в залив Чёрного моря, а затем отложения речного и морского песка сформировали пересыпь, и залив превратился в лиман.
Отделение от моря произошло приблизительно в XIV веке, то есть значительно позже, чем отделение расположенного вблизи Хаджибейского лимана. Об этом можно судить хотя бы по тому, что пересыпь у Куяльника в три раза уже, чем у Хаджибея.
Уровень воды в лимане и его солёность регулярно претерпевают изменения. Многолетние наблюдения показали, что в период с 1878 по 1968 годы солёность в лимане колебалась от 29 до 269 промилле. В годы с высокой солёностью на дно лимана выпадала в осадок соль. В засушливые годы, когда пересыхала река Большой Куяльник, площадь водоёма уменьшалась почти вдвое. Трижды — в 1907, 1925 и 2014 годах — для спасения лимана от пересыхания в него через специально прорытые каналы запускалась морская вода.

## Природа
Систематическое научное изучение лимана и его окрестностей началось в середине 19-го века. К настоящему моменту опубликовано более 600 работ, посвященных изучению лимана и его окрестностей.
Единственные, кроме бактерий, живые организмы, которые обитают в лимане, — жаброногий рачок артемия и личинка комара мотыль. Во время брачного сезона от огромного количества рачков вода становится красной — волны выбрасывают рачков на берег, и они толстым слоем покрывают местные пляжи.
В прежние времена в Куяльницком лимане водилась рыба. Французский инженер и военный картограф XVII века Гийом Левассер де Боплан в «Описании Украины» отмечал: «Озеро Куяльник находится не ближе, чем на две тысячи шагов от моря и кишит рыбой. На рыбную ловлю на эти два озера приезжают караванами более чем за пятьдесят лье; тут встречаются карпы и щуки такой величины, что просто удивительно».
Вокруг Куяльника сохранились уникальные участки ковыльной степи. Здесь встречается Голосемянник одесский (леонтьица одесская) — эндемик, растущий преимущественно в Одесской области, горицвет весенний, ирис болотный, тюльпан Шренка, мышиный гиацинт.
Из представителей фауны можно встретить желтобрюхого и четырёхполосого полозов, барсука, степного хоря, лисицу, каменную куницу. Особенно разнообразен мир пернатых. На островах в низовьях и в верховьях лимана образуют свои многотысячные поселения колониальные птицы: крачки, чайки и кулики. Вьют гнёзда пестроносые и речные крачки, шилоклювки, а также краснокнижные кулики-ходулочники, морские зуйки, луговые тиркушки. На пролёте встречаются серый журавль, журавль-красавка, чёрный аист, большой и средний кроншнепы и одна из самых малоизученных птиц Украины — авдотка.
Жизненно важное значение для пернатых Куяльницкий лиман приобретает зимой. Из-за высокой солёности вода не замерзает при незначительных морозах, поэтому сюда на зимовку слетаются стаи водоплавающих птиц.

## История
На территории посёлка Куяльник в советское время обнаружены остатки городища, основание которого относят к началу I тысячелетия до нашей эры. Также в окрестностях Куяльницкого лимана обнаружены скифские курганы и остатки греческого поселения III—IV веков до н. э.
В начале второго тысячелетия нашей эры эту местность долгое время контролировали монголо-татары, которые называли лиман «Куганлик» («Куганлык»). На плато, возвышающемся на левом берегу лимана, в 1300 году произошло сражение между потомками Чингисхана — ханом Золотой орды Ногаем и одноглазым темником Тохтой — за право властвовать в Причерноморье.
Предполагают, что на прилегающей к Куяльнику Жеваховой горе было древнее поселение, а на берегу лимана находилась одна из пристаней оживлённого торгового пути Киевской Руси по рекам Рось — Южный Буг — Кодыма — Большой Куяльник к берегам Болгарии и Греции. Этот путь имел то преимущество, что груженные товарами лодки шли к Чёрному морю, минуя днепровские пороги.
После отделения лимана от моря (около XIV века) солёность воды начала возрастать. В результате в средние века лиман являлся крупным соляным промыслом, на его берегах регулярно появлялись чумаки.

## Экологическая катастрофа
В настоящее время состояние лимана вызывает серьёзные опасения. Чрезмерное использование воды рек для ирригации приводит к уменьшению стока, что ведёт к обмелению лимана. По некоторым данным, из всего стока рек, которые впадают в Большой Куяльник, до самого лимана доходит не более 15 %. В качестве экстренной меры по спасению водоёма предлагалось соединение лимана с Одесским заливом. Впрочем, по мнению некоторых экологов, постоянный приток солёной морской воды может привести к ещё большему повышению концентрации соли в лимане.
Ещё одним неблагоприятным фактором является незаконная добыча песка на склонах лимана. Речка Большой Куяльник, впадающая в лиман, была перекрыта насыпью для проезда самосвалов. Возле села Адамовка в русле реки вырыты огромные котлованы. Существует угроза разрушения склонов и потери рекреационных ресурсов.
Проблема уничтожения уникального курорта стала настолько острой, что ею обеспокоились в украинском парламенте. В частности, народный депутат Украины Оксана Билозир в 2009 году направила в Генеральную прокуратуру Украины депутатский запрос о привлечении к ответственности лиц, причастных к уничтожению Куяльницкого лимана. В результате были возбуждены уголовные дела по фактам незаконной добычи полезных ресурсов, нарушители были привлечены к административной ответственности, а насыпь — срыта.
Не менее актуальной остаётся и проблема загрязнения Куяльницкого лимана. Основная масса загрязнений поступает в лиман со стоком реки Большой Куяльник и непосредственно с окружающих полей.
Ещё в 2011 году областной совет выделил 26 миллионов гривен на региональную программу сохранения и восстановления водных ресурсов в бассейне Куяльницкого лимана на 2012—2016 годы, главным элементом которой было восстановление водостока реки Большой Куяльник. Однако наполняемость водой так и не выросла, и в 2013 году было принято решение о строительстве канала между морем и лиманом.
21 декабря 2014 года был проведён пуск морской воды в пересыхающий лиман. Вода поступала в лиман до середины апреля 2015 года. За этот период в Куяльник было перекачано 8 миллионов кубометров морской воды, и уровень лимана поднялся на 24 см. Пуск морской воды был возобновлён в декабре 2015 года: всего, по оценкам учёных, Куяльницкий лиман необходимо пополнить примерно на 30 млн м³.

## Куяльницкий грязевой курорт
На берегу Куяльницкого лимана, в 13 км от Одессы расположен бальнеогрязевой курорт Куяльник, входящий в Одесскую группу курортов. Куяльницкий курорт — один из старейших бальнеогрязевых курортов; первое курортное учреждение во всей Одесской группе курортов было создано здесь ещё в 1833 по инициативе врача Э. С. Андреевского для проведения грязевых процедур, рапных и песочных ванн. В 1894 году была построена крупнейшая в Российской империи механизированная грязелечебница, существующая и поныне.
Берега Куяльницкого лимана пользуются популярностью и у местных жителей, которые выбираются сюда на отдых. На западном берегу лимана с 2004 года проводятся соревнования по авторалли «Кубок лиманов».

## Галерея
- Верховья лимана
- Верховья лимана
- Остров в верховьях лимана
- Осыпающиеся склоны лимана
- Закат на лимане в районе села Кубанка
- Впадение реки Большой Куяльник в Куяльницкий лиман
- Лечебная грязь Куяльника
- Куяльницкий лиман, лето 2020
- Куяльник в 2020 году, соляная корка на дне
- Соль Куяльницкого лимана
- Берег Куяльницкого лимана